# Gudauri tragédia
A gudauri tragédia az északkelet-grúziai Gudauriban található síparadicsomban bekövetkezett, szén-monoxid-mérgezés miatti polgári katasztrófa. 2024. december 14-én 12 ember halt meg egy szálláson, mikor a mérgező égéstermék egy fűtésre szolgáló generátorból áramlott ki.
Valamennyi áldozat egy étterem alkalmazottja volt, közülük 11-en indiaiak, egy pedig grúz.
Bár az eset körülményei még nem tisztázottak teljesen, de a tragédia hatalmas megrendülést és felháborodást keltett nemcsak Grúziában, hanem világszerte is, mivel többen feltételezik, hogy nem foganatosítottak megfelelő biztonsági intézkedéseket.

## Háttér
Gudauri egy nagy kiterjedésű fennsíkon található a Kaukázus déli oldalán, Sztepancminda (Kazbegi) vidékén, 2200 méter magasan. Mivel a lejtők lavinabiztosak, ezért ideális a terep a biztonságos síelésre, sőt előszeretettel űzik erre a hódeszkázást is.
A síközpont még a Szovjetunió idején épült. Ma is évente nagy forgalmat bonyolít le. 2023-ben vagy 300 ezren fordultak meg itt. Sok turistának az olcsó árai miatt vonzó.
A területen már nem először történtek súlyos, olykor halálos kimenetelű balesetek. 2022. július 29-én egy nyolc halálos áldozattal járó helikopter-szerencsétlenség volt a környéken.
A síközpontban működött a Havel indiai étterem, amely főleg indiaiakat alkalmazott. A dolgozók számára a második emeleten béreltek helyet, ahol aludni tudtak.

## A tragédia
A 12 holttestet december 14-én, reggel fedezték fel, a hálóhelyiségként szolgáló második emeleti részen. Mivel egyik dolgozó sem jelentkezett az első emeleten található munkahelyén, az értetlenkedő tulajdonos a szállásukra ment, ahol borzalmas látvány fogadta.

### Az áldozatok
Valamennyi áldozat fiatal felnőtt volt. Köztük volt egy pandzsábi házaspár is, Ravinder Szing és Gurvinder Kaur, akik 2024 márciusában utaztak ki. A tragédia többi indiai halottja is Pandzsáb északi feléről származott, köztük Szamír Kumar, akinek testvére Gurdip elmondta, hogy neki aznap volt a születésnapja. Szamír is néhány hónappal korábban, munkavállalási lehetőséget keresve utazott Grúziába.
Az egyetlen grúz áldozat, egy 25 éves lány, az étterem pincérnője volt.

### A tragédia okai
Már az elején világos volt, hogy a tizenkét személy halálát nem idegenkezűség okozta, ugyanis nem találtak rajtuk külsérelmi nyomokat.
Előző nap hatalmas vihar tombolt és az épületben áramkimaradás lépett fel. A fűtés sem működött, míg kinn rendkívül hideg volt. Az áram pótlására fűtőolajos áramfejlesztőket helyeztek el a szobák közelében. A fűtőolaj égése során füst és ezzel együtt mérgező szén-monoxid termelődött a zárt térben, amely színtelen és szagtalan. Sokszor azért halálos kimenetelű az ilyen mérgezés, mert az áldozatokat gyakran akkor éri, mikor alszanak, s az enyhébb tünetekre nem ébrednek fel.
Egyelőre még nem világos, hogy a szerencsétlenségért gondatlanság vagy nem megfelelő biztonsági intézkedések járultak-e hozzá. A jelek arra utalnak, hogy az alvó áldozatok idővel már észlelhették a bajt, megpróbáltak felkelni és kimenekülni, de nem volt rá elég erejük.

## Következmények
Nagyon hamar felmerült a nyilvános nemzetközi felületeken is, hogy vajon adottak voltak-e a biztonságos körülmények a szálláson. A tragédiát követően grúz kormányzati és közösségi tisztviselők az áramfejlesztők használatához kötött biztonsági előírások szigorítását indítványozták.

## Külső hivatkozások
- Tizenketten meghaltak egy grúziai síparadicsomban szén-monoxid-mérgezés miatt (magyar nyelven). HVG, 2024. december 16. (Hozzáférés: 2024. december 28.)
- Tucatnyi halottra bukkantak egy síközpont hálórészében (magyar nyelven). Infostart, 2024. december 16. (Hozzáférés: 2024. december 28.)
- Twelve people die from 'carbon monoxide poisoning' at ski resort (angol nyelven). Sky News, 2024. december 17. (Hozzáférés: 2024. december 28.)
- 11 Indians die in Georgia from carbon monoxide poisoning in a restaurant: Know why it happened and how to stay safe (angol nyelven). Times of India, 2024. december 19. (Hozzáférés: 2024. december 28.)